# 2033 Basilea
2033 Basilea este un asteroid din centura principală, descoperit pe 6 februarie 1973 de Paul Wild.